# Sant Vicenç vell d'Esterri d'Àneu
Sant Vicenç vell d'Esterri d'Àneu és l'antiga església parroquial de la vila d'Esterri d'Àneu, en el terme municipal del mateix nom, a la comarca del Pallars Sobirà.
Fou l'església seu del deganat de la Vall d'Àneu, fins al segle xvii o xviii, quan fou construïda l'actual església parroquial.